# Hunting Big Game in Africa
Hunting Big Game in Africa, auch unter dem Titel Roosevelt in Africa, ist eine verschollene US-amerikanische Pseudo-Dokumentation des Regisseurs Francis Boggs aus dem Jahr 1909. Sie wurde von der Selig Polyscope Company produziert und vertrieben. Der Film gibt vor, die Ereignisse während der zu diesem Zeitpunkt gerade begonnenen Smithsonian-Roosevelt African Expedition darzustellen. Damit begab William N. Selig sich in direkte Konkurrenz zu dem Dokumentarfilm Roosevelt in Africa von Cherry Kearton, der erst 1910 in den Kinos erschien.

## Handlung

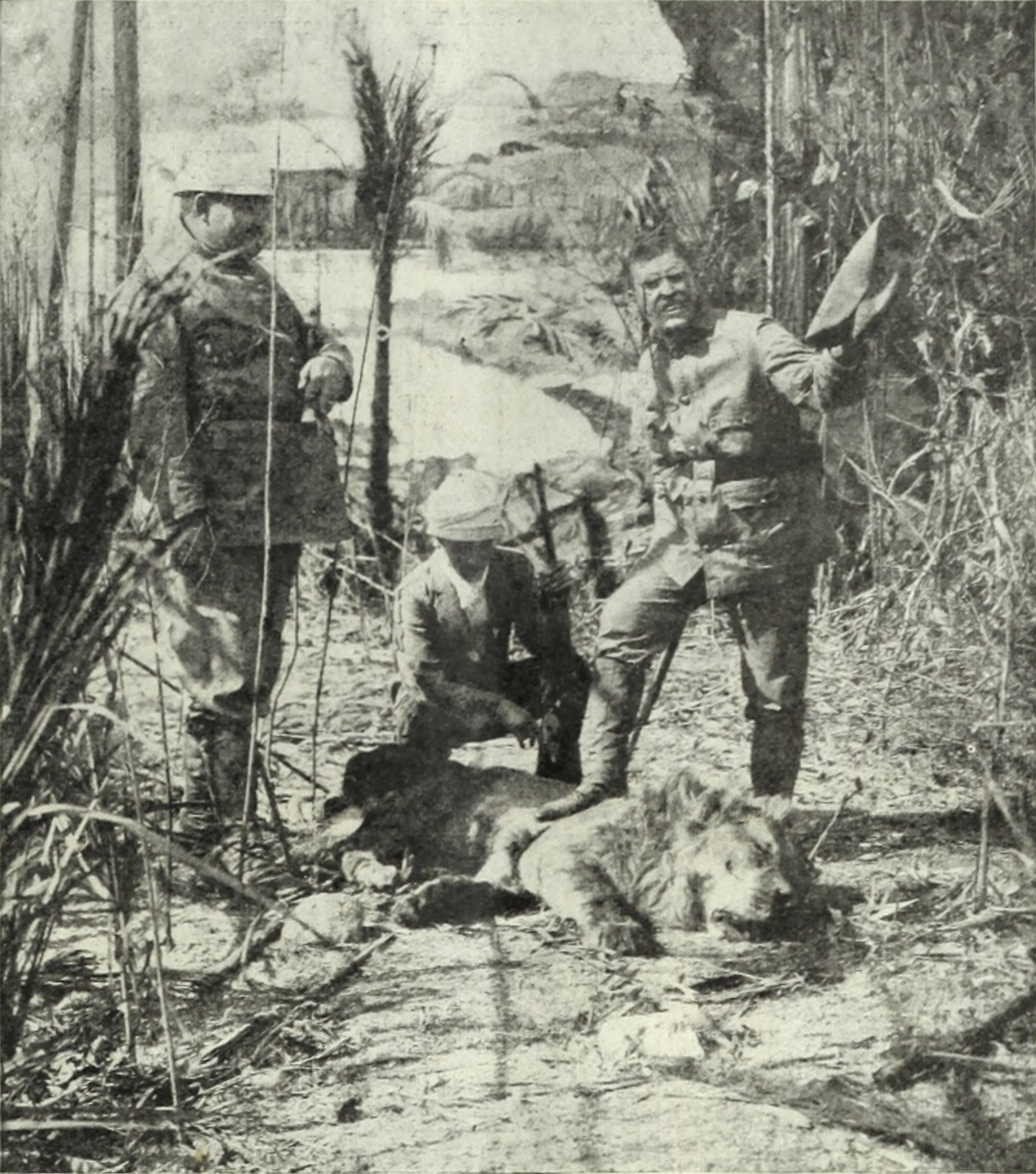
„Teddy“ triumphierend über seiner Trophäe

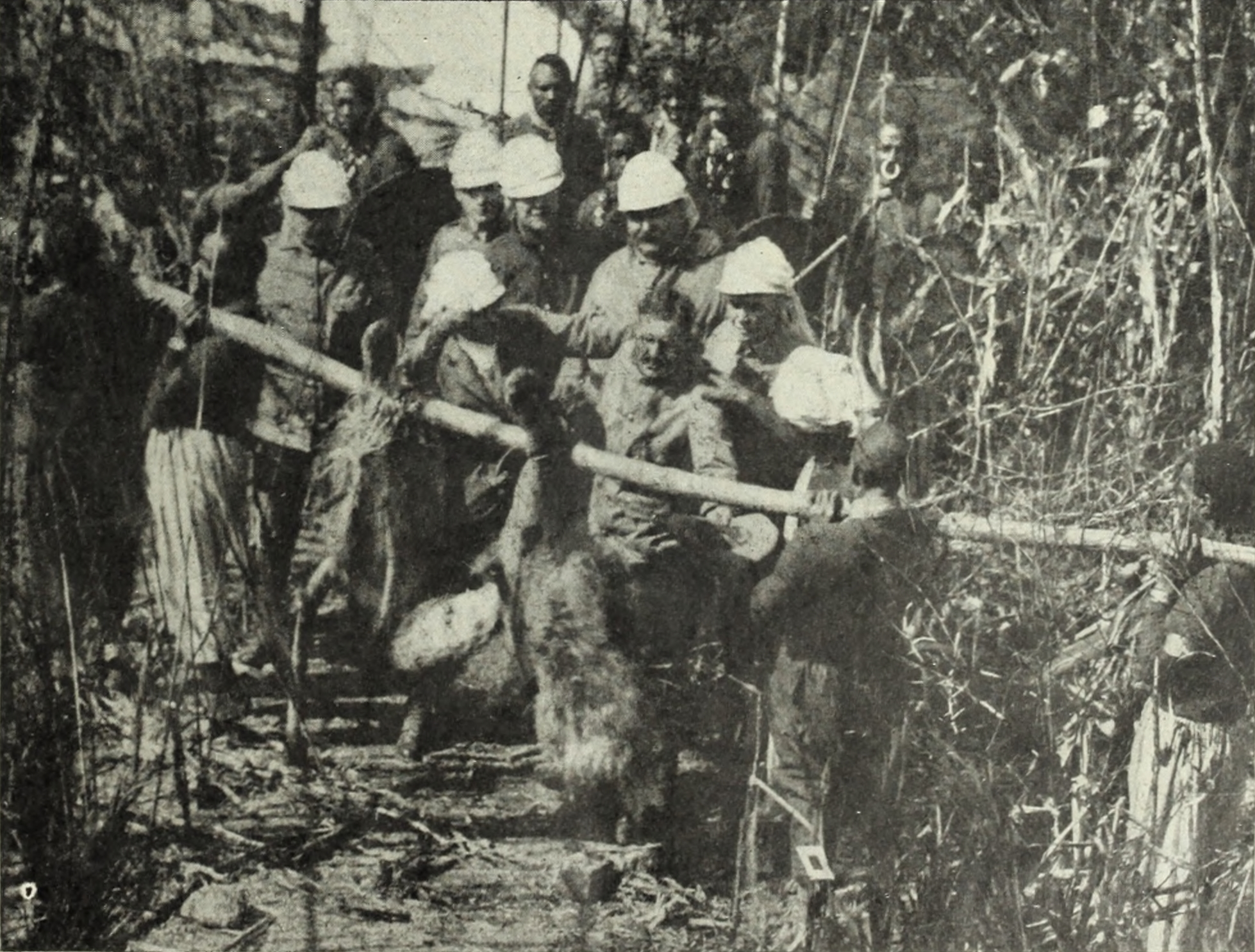
Der geschossene Löwe wird abtransportiert

„Teddy“ und sein Sohn gehen an einem Strand beim „Mombasi Hotel“ an Land. Sie sind bereits in Safari-Anzüge mit Tropenhelmen gekleidet und werden von einem anderen Großwildjäger empfangen. Unter Anleitung der Weißen laden die schwarzen Träger Kisten mit Ausrüstung vom Schiff, die mit „TR“ beschriftet sind. Die Jäger und die Träger setzen sich in Bewegung. Als sie ein undurchdringliches Dickicht erreichen besteigt „Teddy“ einen Elefanten. Die anderen folgen zu Fuß, wobei den Weißen von afrikanischen Dienern mit Fächern Schatten und kühlende Luft gespendet werden.
Die Expedition entdeckt die Spuren von Löwen. Trotz anderer Verpflichtungen wollen die Jäger ein gutes Exemplar fangen. Dazu bauen sie eine Falle, die aus einer mit Zweigen und Gräsern getarnten tiefen Grube besteht. Eine Ziege wird als Köder so angebunden, dass ein Löwe sie nur erreichen kann, wenn er über die abgedeckte Grube läuft. Die Tierfänger verbergen sich und warten, bis der Löwe in die Falle geht. Dann schaffen sie einen bereitgehaltenen Käfig heran und der Löwe beginnt seine Reise in die Vereinigten Staaten.
Anschließend erinnern sich die Expeditionsteilnehmer an ihr eigentliches Vorhaben, die Großwildjagd. Mindestens ein König der Tiere muss von „Teddy“ geschossen werden. Menelik Dodo, ein bekannter Großwildjäger, führt die Jagdgesellschaft an einen geeigneten Ort, eine auch von Löwen aufgesuchte Wasserstelle. Dort verbergen sich die Jäger an einer dem Wind abgewandten Stelle im Gebüsch. Der Ort ist gut gewählt, ein männlicher Löwe trottet gemächlich zur Wasserstelle.
Ein Schuss „Teddys“ trifft den Löwen, der aufspringt, kurz aus dem Bild verschwindet und dann den Schützen angreift. Mit einem weiteren Schuss in den Kopf erlegt „Teddy“ seinen ersten Löwen und erfüllt sich einen lange gehegten Traum. Die Träger erscheinen und tragen den Löwen an einer Stange hängend im Triumph zum Lager der Safari. Ein Präparator häutet den Löwen und macht aus dem ehemaligen König der Steppe einen Bettvorleger für ein Heim auf Long Island. Nach dem anstrengenden Tag ziehen sich die Jäger zum Nachtlager zurück, erfreut von der Ausbeute ihres ersten Tags im Dschungel.

## Hintergrund

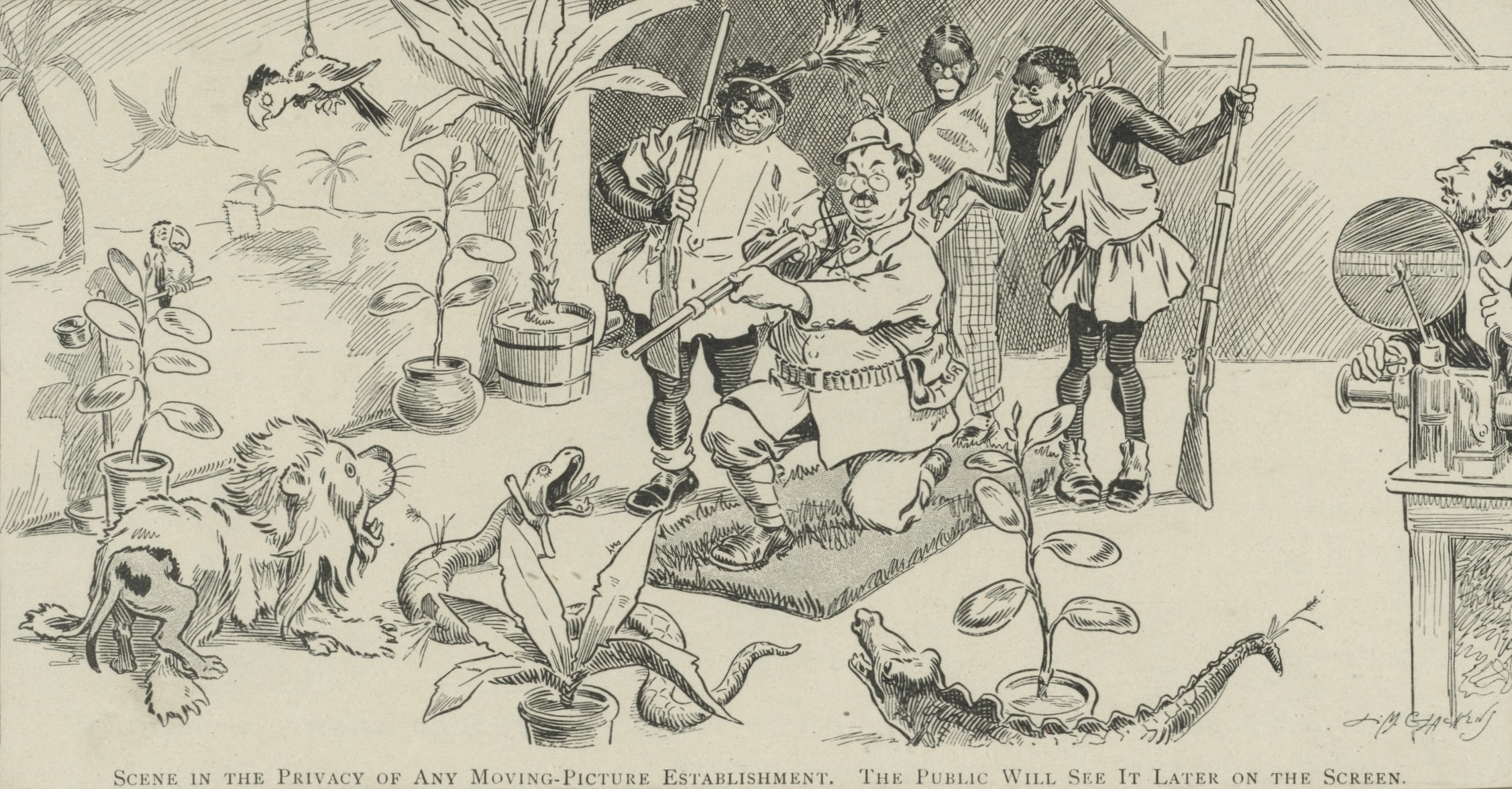
With Roosevelt in Africa, Karikatur des Magazins Puck, November 1908

Im März 1909 war der US-Präsident Theodore Roosevelt aus dem Amt geschieden. Noch im selben Monat verließ er die Vereinigten Staaten, um die bis zum April des folgenden Jahrs dauernde Smithsonian-Roosevelt African Expedition zu leiten. Die Expedition wurde zeitweise von dem Fotografen und Kameramann Cherry Kearton begleitet, der Aufnahmen für den 1910 veröffentlichten Dokumentarfilm Roosevelt in Africa machte. Die Expedition war ein bedeutendes Medienereignis und William N. Selig hatte sich persönlich bei Präsident Roosevelt darum bemüht, sie mit einem Kamerateam begleiten zu dürfen oder Roosevelts Sohn Kermit, einen der Expeditionsteilnehmer, in der Bedienung einer Filmkamera zu unterweisen. Seine Lobbyarbeit überzeugte Roosevelt und mündete in der ersten Filmvorführung im Weißen Haus am Heiligen Abend 1908. Roosevelt musste Seligs Angebot und die Gewährung der Exklusivrechte allerdings zurückweisen, weil die Smithsonian Institution als Hauptsponsor Einwände hatte. Er sagte Selig aber zu, dass keine andere Filmgesellschaft die Expedition begleiten würde. Selig war empört, als während der Überfahrt Roosevelts nach Afrika bekannt wurde, dass Cherry Kearton einen Film über die Expedition drehen würde. Er entschloss sich daraufhin zur Produktion der Pseudo-Dokumentation Hunting Big Game in Africa.
Bereits im April 1909 hatte eine nicht mehr zu ermittelnde Filmproduktionsgesellschaft in der damals ländlichen Umgebung von Sheepshead Bay im Süden von Brooklyn Filmaufnahmen gemacht. Roosevelt wurde von einem Vaudeville-Schauspieler dargestellt. Mehrere afrikanische Eingeborene und einige Tiere, darunter ein Elefant, wurden von ortsansässigen Laiendarstellern in entsprechenden Kostümen gespielt. Zunächst brach der "Elefant" während einer Aufnahme in ein Erdloch ein und stürzte. Wenig später fing er als Folge fahrlässigen Rauchens Feuer. Der Brand griff auf das ganze Set über. Außer mehreren zeitgenössischen Medienberichten, in denen der Vorfall amüsiert dargestellt wird, ist dazu nichts überliefert. Eine Karikatur des humoristischen Magazins Puck wurde in der Branchenzeitschrift The Moving Picture World mit einem der Artikel über den Brand veröffentlicht. Sie legt nahe, dass das angebliche Feuer eine Zeitungsente war, mit der für den wenige Wochen später veröffentlichten Film Hunting Big Game in Africa geworben werden sollte.
Andererseits spricht der Ort des Vorfalls dafür, dass es sich bei der Filmgesellschaft um die auch in Brooklyn tätige Vitagraph handelte. Deren Komödie Teddy in Jungleland kam am 18. Mai 1909 in die Kinos, drei Tage vor Hunting Big Game in Africa. Sie ist nur als Paper Print Fragment überliefert, doch die wenigen erhaltenen Szenen stehen mit dem Bericht über das Feuer in Einklang. Es ist aber auch denkbar, dass die Aufnahmen für die Komödie Roosevelt in Africa derart außer Kontrolle gerieten. Dieser verschollene Film war eine 900 Fuß lange Produktion der kurzlebigen Maneygraph Film Company, die schon am 21. April 1909 veröffentlicht wurde. Über den Film und die Produktionsgesellschaft ist nichts mehr bekannt, der Film wurde aber in The Moving Picture World erwähnt.

## Produktionsnotizen

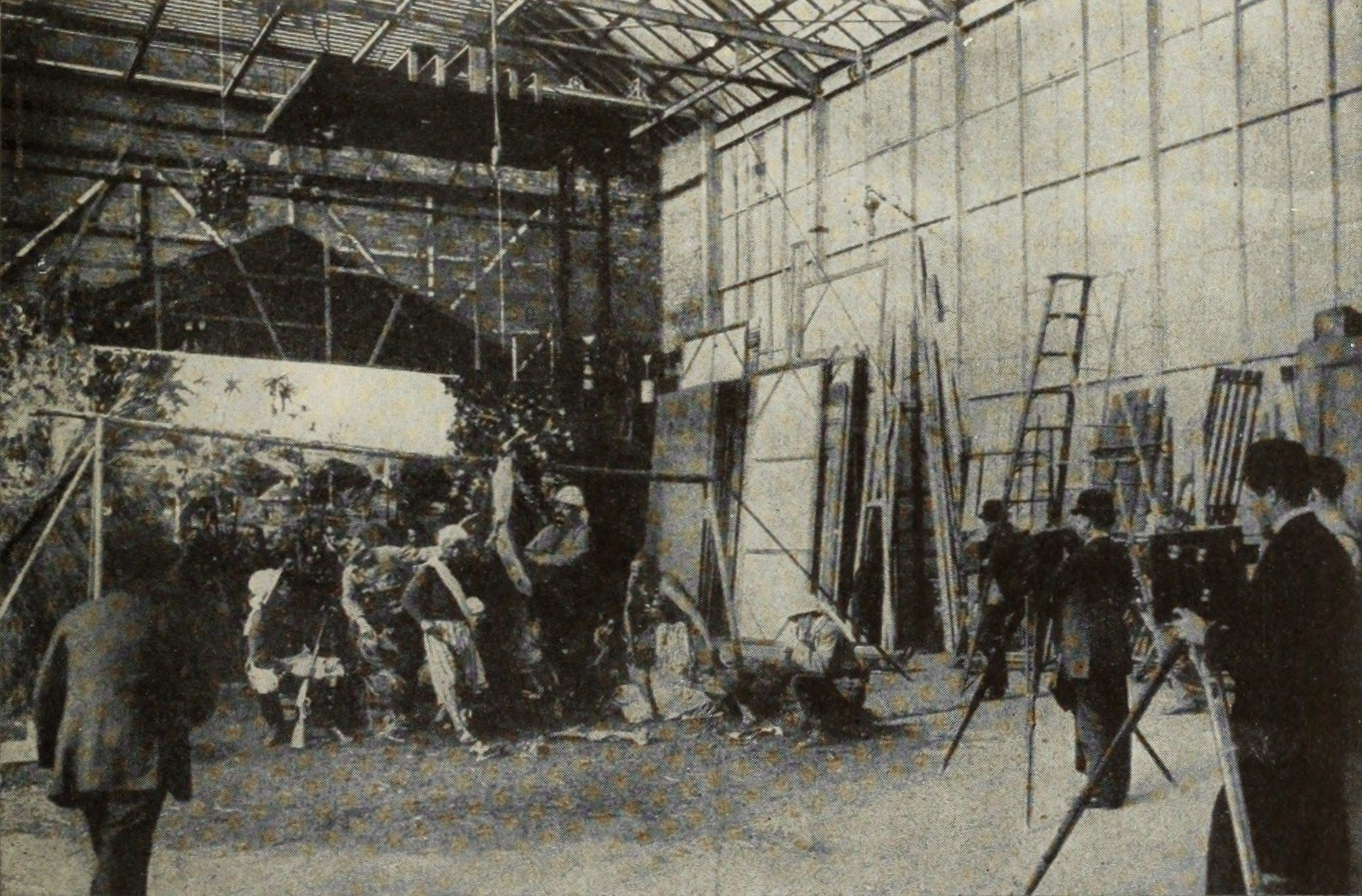
Das Set im Studio der Selig Polyscope Company

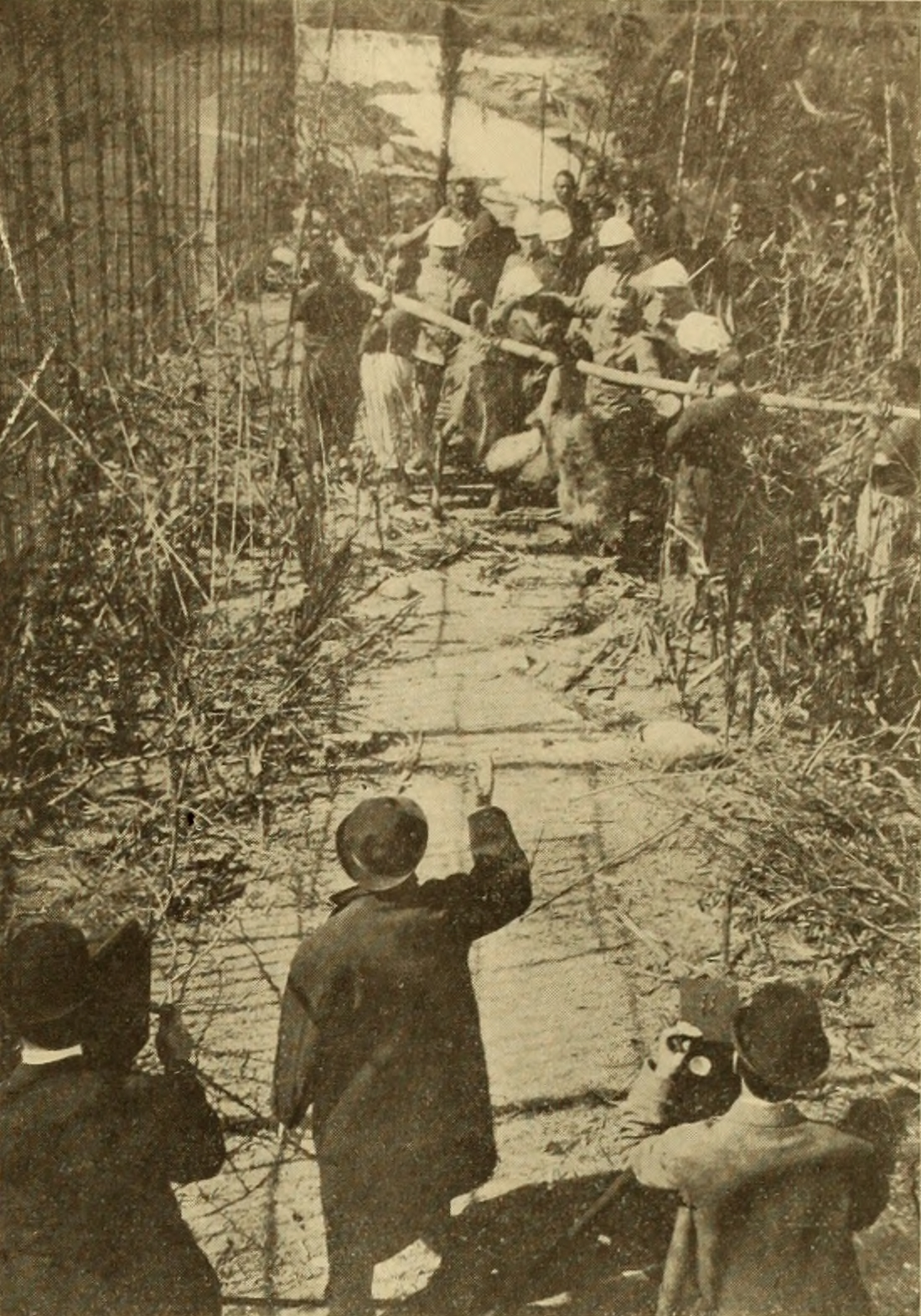
Aufnahmen im Studio

Hunting Big Game in Africa erwähnt an keiner Stelle den Namen Theodore Roosevelts. Allerdings sind Gepäckstücke der Expeditionsteilnehmer mit den Initialen TR versehen. Die Handlung des Films, die Auswahl und Ausstattung der Schauspieler und der Name „Teddy“ des Protagonisten ließen dem zeitgenössischen Publikum keinen Zweifel, dass der Film von Roosevelts Afrika-Expedition handelt. Der ganze Film ist jedoch ein Zusammenschnitt von gestellten Szenen in einer fiktiven Handlung. Dabei stellte die Selig Polyscope Company es in der Werbung nur selten so dar, als sei der Film eine wirklichkeitsgetreue Dokumentation, die während der Afrika-Expedition Roosevelts von einem mitreisenden Kameramann gedreht worden ist. Selig ging gelegentlich so weit, unverhohlen einzuräumen dass Hunting Big Game in Africa eine Fälschung sei. Auch die zeitgenössische Berichterstattung ließ darüber keinen Zweifel, so eine Veröffentlichung in der Chicago Tribune zwei Tage nach dem Kinostart und ein zweiseitiger Bericht in der Moving Picture World. Dem standen jedoch der unmittelbare Eindruck des Films und werbliche Aussagen entgegen, mit denen Selig die Grenze zwischen Fiktion und Dokumentation bewusst weiter verschleierte.
Die zehn Szenen des Films wurden an nur einem Drehtag im April 1909, wenige Tage vor Roosevelts Ankunft in Mombasa, im Studio der Selig Polyscope Company in Chicago abgedreht. Roosevelt wurde von einem der seinerzeit sehr zahlreichen Imitatoren aus einem örtlichen Vaudeville-Theater dargestellt und die Eingeborenen entstammten der afroamerikanischen Bevölkerung der Stadt. Andere Angaben, denen zufolge der Drehort das im Frühjahr 1909 eröffnete Studio der Selig Polyscope Company bei Los Angeles war, sind unzutreffend. Für die Aufnahmen wurde ein nur sieben mal 20 Meter messender Studioraum mit großen Fensterflächen genutzt. Er war mit zahlreichen Farnen und Palmen aus den Gewächshäusern der Umgebung von Chicago ausgestattet. In der Mitte des Studios befand sich ein Sicherheitskäfig, der mit Zuckerrohr und Weinranken getarnt wurde.
Roosevelts Kameramann Cherry Kearton ist es nicht gelungen, während der Expedition einen Löwen zu filmen. Daher gab es auch in Roosevelt in Africa keinen lebenden Löwen. Selig's Hunting Big Game in Africa konnte hingegen mit einem Löwen aufwarten. Dabei handelte es sich um einen alten Zirkuslöwen, den Selig durch die Vermittlung von John Ringling für 300 oder 400 US-Dollar bei Otto Breitkreutz kaufen konnte. „Big Otto“ betrieb in Wisconsin einen kleinen Zirkus und arbeitete später für Selig als Schauspieler, Drehbuchautor, Regisseur und Tiertrainer. In der Szene des Abschusses des Löwen befanden sich die Schauspieler in dem getarnten Sicherheitskäfig. Der Löwe war in einer ungewohnten Umgebung und wurde durch Schläge und Stöße mit Stangen zusätzlich gereizt. „Teddy“ schoss nur mit einer Platzpatrone auf den Löwen. Tatsächlich befand sich ein Scharfschütze am Set, der den Löwen zunächst mit einem Schuss in den Kiefer verletzte und zur Raserei brachte. Mit zwei weiteren Schüssen in das rechte Auge und etwas höher in den Schädel tötete er ihn schließlich. Die Dreharbeiten konnten erst weitergehen, als der Schütze sich vom Tod des Tieres überzeugt hatte. Das Fell, das dem Löwen in der Schlussszene abgezogen wurde, kam als Teppich in William N. Seligs Büro in Chicago.
Ungeachtet der offensichtlich schlecht gestellten Szene war „Teddys“ Abschuss der spektakuläre Höhepunkt des Films. Es war aber nicht das erste Mal, dass ein Löwe in einem Filmdrama vor laufender Kamera erschossen wurde. Im Vorjahr wurden für den dänischen Kurzfilm Die Löwenjagd des Regisseurs Viggo Larsen zwei altersschwache Löwen erschossen, die der Produzent Ole Olsen und seine Nordisk Film dem Tierpark Hagenbeck abgekauft hatten.
Da Selig ein eigenes Kopierwerk besaß konnte er binnen weniger Tage 120 Kopien für den Verleih anfertigen lassen. Doch er hielt den Film zunächst zurück, was in dem auf möglichst schnellen Umsatz ausgelegten Filmgeschäft unüblich war. Theodore Roosevelt schoss seinen ersten Löwen in der letzten Aprilwoche und die Nachricht davon kam zwei Wochen später in den Vereinigten Staaten an. Erst als Roosevelts erfolgreiche Löwenjagd in den Schlagzeilen der Presse war gab Selig den Film frei. Er kam am 21. Mai 1909, genau einen Monat nach der Ankunft Roosevelts im Hafen von Mombasa, in die US-amerikanischen Kinos.

## Rezeption

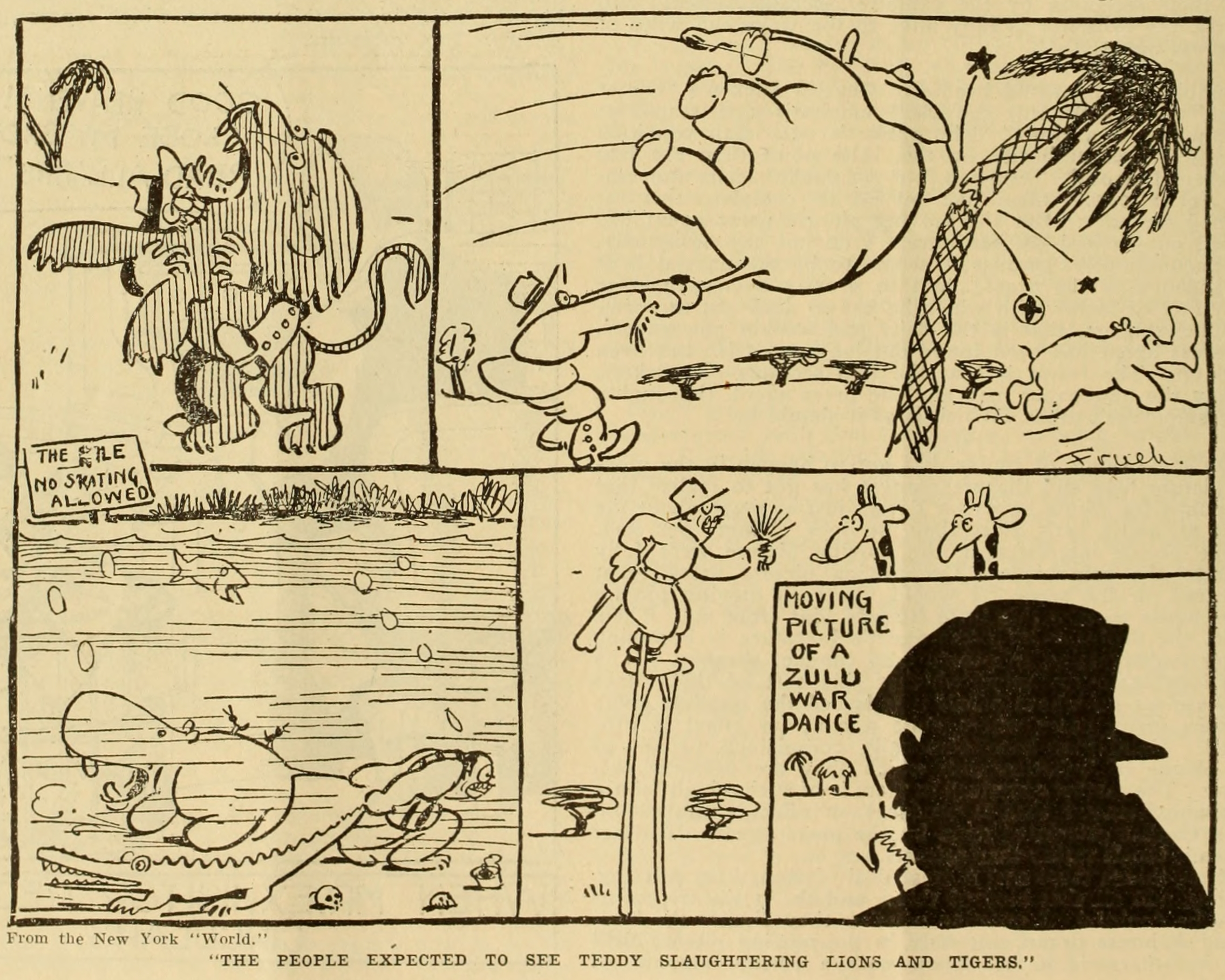
Karikatur der New York World, 1910: Die Menschen erwarteten, Teddy beim Töten von Löwen und Tigern zu sehen

Beim Publikum hatte der sensationsheischende Film Hunting Big Game in Africa großen Erfolg. Er spielte bei geschätzten Produktionskosten von 1000 US-Dollar mehr als 15.000 Dollar ein. Demgegenüber sprach Roosevelt in Africa mit seinem Schwerpunkt auf der realistischen Darstellung der Wildtiere zwar das Bürgertum an, scheiterte aber bei den Kinogängern der Arbeiterklasse, die den größten Teil des Publikums stellten. Beide Filme waren auf ihre Weise stilprägend und Vorlagen für zahlreiche andere US-amerikanische Naturfilme. Mit Hunting Big Game in Africa begründete Selig das Filmgenre des Dschungel-Abenteuerfilms, dessen Popularität für einige Zeit fast an die des Western heranreichte. Auf Roosevelt in Africa folgten zahlreiche Dokumentarfilme, die das Leben der Wildtiere realistisch darzustellen versuchten. Erfolg und Misserfolg beider Filme zeigten bereits die Bevorzugung der Fiktion gegenüber der filmischen Dokumentation durch das Publikum.
Das Branchenmagazin The Moving Picture World veröffentlichte im Mai 1909 eine Kurzrezension in ihrer Rubrik mit den bemerkenswerten Filmen der Woche. Demnach ist Hunting Big Game in Africa eine Mischung aus Realität und Fiktion, obgleich viele Zuschauer den ganzen Film für eine durchgehende Naturdarstellung halten würden. Der Hauptdarsteller wird von dem Rezensenten ohne Umschweife als Mr. Roosevelt bezeichnet. Die Kleidung der Eingeborenen sei eine Mischung indianischer und afrikanischer Kostüme, aber der ganze Film sei voller Bewegung und zeige den großen Aufwand, den der Produzent betrieben habe. Besonders wird die Darstellung eines echten Löwen hervorgehoben, die den Anblick eines Zoo-Löwen in seinem Käfig deutlich übertreffe.
Der Erfolg von Hunting Big Game in Africa hielt außergewöhnlich lange an. Noch ein Jahr nach seiner Veröffentlichung lief der Film in Kinos der ganzen Welt. Im Mai 1910 befand sich Theodore Roosevelt auf der Rückreise in die Vereinigten Staaten und besuchte die Hauptstädte Europas. In Berlin kam er wenige Wochen nach dem Kinostart von Cherry Keartons Roosevelt in Africa an einem Kino vorbei, das für Seligs Film mit einem großen Transparent über dem Eingang warb. Roosevelt schaute sich den Film an und war auf das Äußerste verärgert.

## Seligs Dschungelfilme

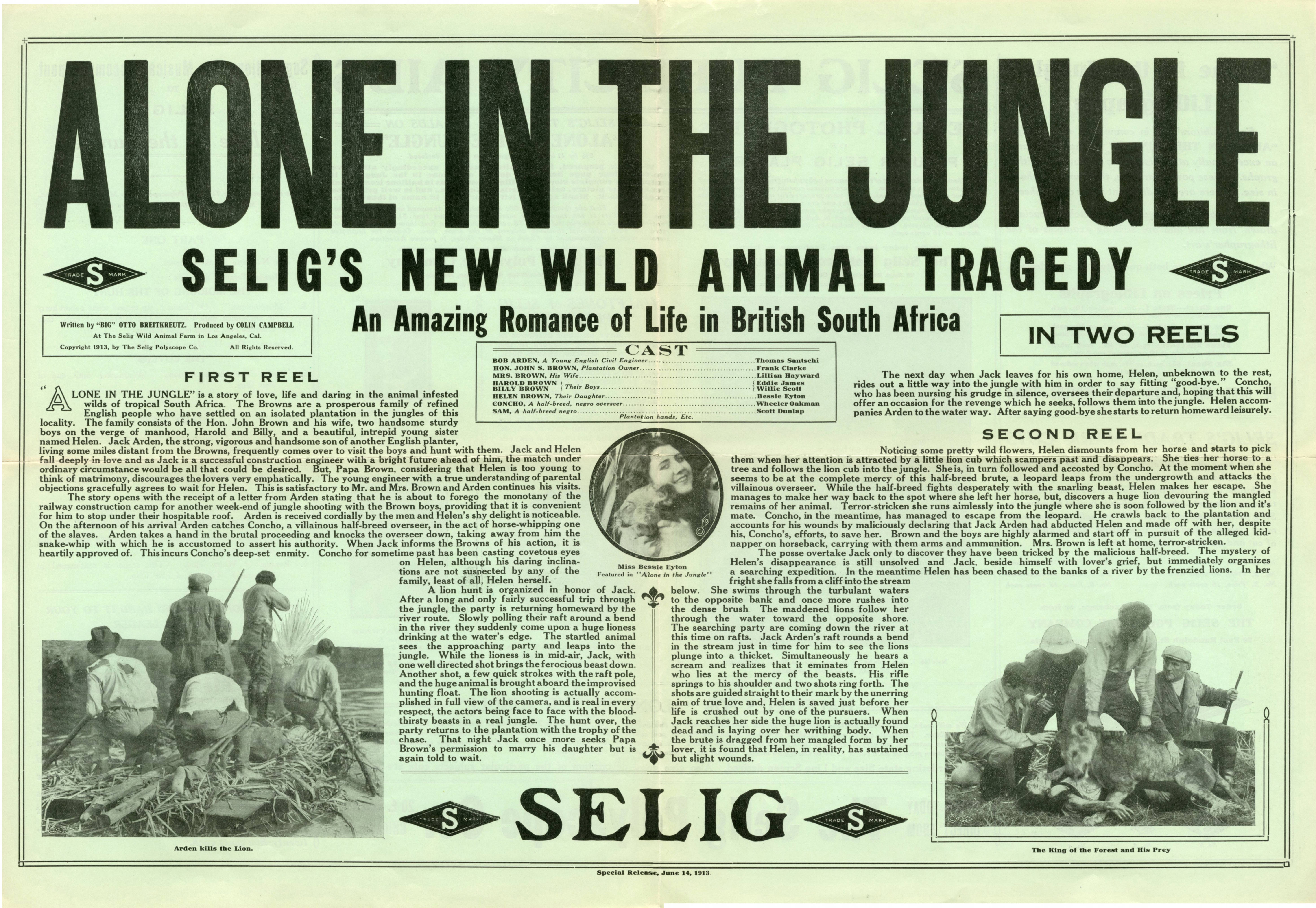
Anzeige für Alone in the Jungle (1913)

Schon während der Vorbereitungen zu Hunting Big Game in Africa produzierte die Selig Polyscope Company zwei Dschungelfilme, bei denen Otto Breitkreutz und sein Zirkus ebenfalls mitwirkten. Das Zirkuszelt wurde dazu im Hinterhof der Selig Studios in Chicago aufgebaut, aber die meisten Aufnahmen entstanden im Studio. The Lion Tamer des Regisseurs Otis Turner zeigt Breitkreutz in der Titelrolle als Löwenbändiger. Der einst zurückgewiesene Löwenbändiger will Rache nehmen, als seine Jugendliebe mit ihrer Familie nichtsahnend im Zirkus erscheint. Er wirft das Kind in den Löwenkäfig. Das Kind wird gerettet, aber der Löwenbändiger flieht, wird verfolgt und stirbt in einem Käfig mit hungrigen Löwen. In The Leopard Queen werden Leoparden eingesetzt, die von Olga Celeste trainiert wurden. Celeste arbeitete seit 1904 für Breitkreutz' Zirkus und trat in zahlreichen Filmen als Double auf. Beide Filme kamen erst im Sommer 1909 in die Kinos, um nicht in Konkurrenz zu Hunting Big Game in Africa zu treten.
Den mit Hunting Big Game in Africa erzielten Gewinn investierte William Nicholas Selig in die Erweiterung seiner Studios in Chicago, Edendale bei Los Angeles und Jacksonville in Florida. Der große kommerzielle Erfolg von Hunting Big Game in Africa war für die Selig Polyscope Company der Anlass, über Jahre in ihren Studios weitere meist erfolgreiche Tier- und Dschungelfilme zu produzieren. Beispiele sind Lost in the Jungle von Otis Turner (1911), Alone in the Jungle und Thor, Lord of the Jungles, beide von Colin Campbell (1913), die 13-teilige Filmserie The Adventures of Kathlyn von Francis J. Grandon (1913) und der gleichnamige Langfilm (1916). Zunächst stammten die Tiere in den Filmen aus der Tierhaltung von Otto Breitkreutz, der sie im Herbst 1910 wegen unbezahlter Schulden an Selig abtreten musste. 1909 wurde im kalifornischen Edendale ein Studio eingerichtet, das von Anfang an profitabel arbeitete. Dort wurde 1911 eine umfangreiche Tierhaltung eingerichtet, die Selig Wild Animal Farm, die nur den Selig Studios diente. Wie andere Filmgesellschaften auch gründete Selig im Herbst 1910 einen Studiobetrieb in Jacksonville, Florida. Dort sollte während der Wintermonate, wenn in Chicago außerhalb der Studios nur Winterlandschaften gefilmt werden konnten, weitere Dschungelfilme möglich sein. Im Juli 1915 eröffnete Selig im Osten von Los Angeles einen öffentlichen Tierpark, den Selig Zoo, dessen Tierbestand und Außengelände für seine Dschungelfilme und anderer Produktionen genutzt wurde. Diese Filme wurden von der Selig Polyscope Company intern Jungle-Zoo Wild Animal Pictures genannt.